# Nord-Audnedal
Nord-Audnedal (Nord-Undal) est une ancienne commune du comté Agder (1845-1910). La municipalité a été formée lorsque Audnedal (Undal) a été divisée en deux municipalités: Sør- et Nord-Audnedal, en 1845. 

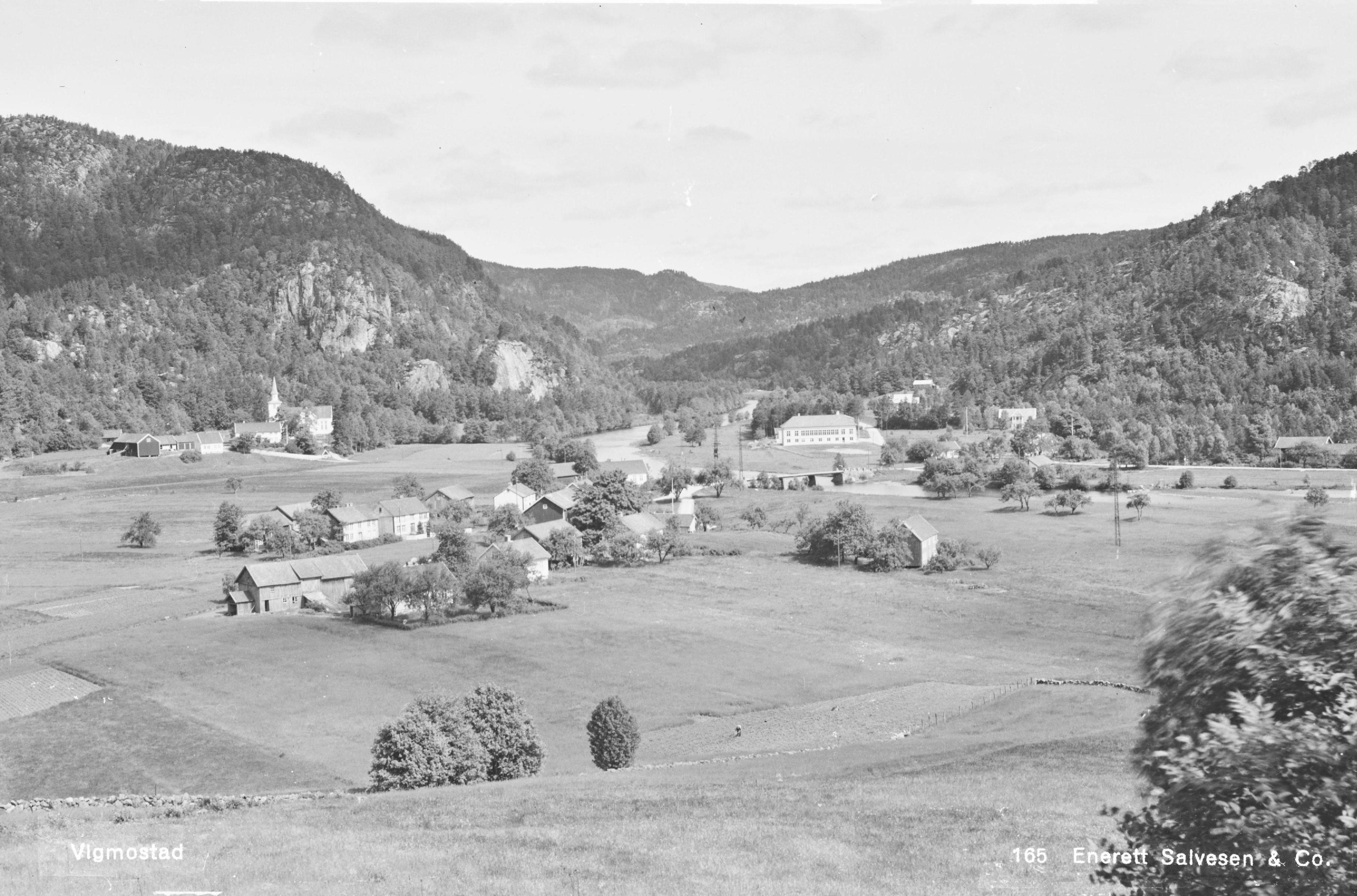
Vigmostad

## Histoire
Les villages de Vigmostad et Konsmo ont été inclus à la commune de Nord-Audnedal alors que Valle et Spangreid ont rejoint Sør-Audnedal. Jusque là ces quatre villages avaient formé une paroisse et une commune.
En 1910, Konsmo et Vigmostad deviennent des communes à part entière.